# Die Erscheinung
Die Erscheinung (Originaltitel: L’Apparition) ist ein Film von Xavier Giannoli, der am 14. Februar 2018 seine Weltpremiere feierte und am 13. Dezember 2018 in die deutschen Kinos kam. Am 18. April 2019 wurde der Film in Deutschland als DVD und VoD veröffentlicht.

## Handlung
Der französische Reporter Jacques Mayano hat für eine französische Tageszeitung aus dem syrischen Kriegsgebiet berichtet. Er ist schwer traumatisiert. Die ersten Bilder des Filmes zeigen ihn, wie er in einem syrischen Hotel Blutspuren von seiner Kamera entfernt. Er kann nur noch in abgedunkelten Räumen leben, hat ein Knalltrauma im rechten Ohr mit plötzlich auftretenden heftigen Schmerzen. Er kehrt nach Frankreich zurück mit dem Sarg seines Freundes, eines Fotografen, der bei einer Berichterstattung umkam. Ein eindrucksvolles Foto seines Freundes zeigt eine Marien-Ikone, deren Augen ausgebrannt wurden.
In Frankreich, wo er abgeschottet von seiner Frau und seinem Sohn in abgedunkelten Räumen lebt, erreicht ihn der Auftrag des Vatikans, einer kanonischen Kommission aus Theologen, Psychologen vorzustehen, die die Marienerscheinung der 18-jährigen Anna aus einem kleinen Ort der südfranzösischen Region Provence-Alpes-Côte d’Azur auf den Wahrheitsgehalt hin untersuchen soll. Er nimmt an. Im Vatikan ist eine Vielzahl solcher Vorkommnisse archiviert, die als Wunder anerkannt wurden oder nicht.
In den zwei Jahren nach der vorgeblichen Erscheinung hat sich um die junge Anna ein großer Kult gebildet mit öffentlichen Großgottesdiensten in einer großen Halle, an denen viele hundert Pilger aus dem In- und Ausland, in Bussen gebracht, teilnehmen. Der Ort der Erscheinung, an dem eine große Marienskulptur steht, ist zum begehrten Ziel vieler Pilger geworden. Der Ortspriester Père Borrodine, der auf Einwände des Vatikans nicht mehr reagiert, leitet die Großgottesdienste und verbreitet Annas Marienbotschaft der Liebe und des Engagements für die Bedürftigen der Welt gegen die Blase der Gleichgültigkeit. Der von Anna faszinierte Anton Meyer hat große Pläne. Er stellt mit Internetschaltungen die Verbindung in die ganze Welt her und organisiert den Verkauf von religiösen Devotionalien, wie Marienskulpturen und Kerzen mit dem Bild von Anna, an die Pilger.
Dieses große Aufsehen hat ja gerade die Untersuchung durch die kanonische Kommission veranlasst. In der von ihm erwarteten nüchternen Weise nimmt Mayano die Untersuchung in dem kleinen Ort auf. Er leitet Befragungen, vernimmt Zeugen und recherchiert zur Vergangenheit von Anna. Er ermittelt, dass sie ohne Eltern bei einigen Pflegefamilien aufwuchs. Zuletzt lebte sie in einem Waisenheim und besuchte dort eine Schule. Gemäß ihrem sehnlichsten Wunsch wurde sie Novizin in dem Kloster des Ortes. Es gelingt ihm, trotz der strengen Abschirmung durch Père Borrodine direkte Verbindung zu Anna aufzunehmen, die ihm sehr wohlgesonnen ist. Aber sie hat sich für ein Leben für Gott entschieden. Sie zeigt ihm ihren Lieblingsaufenthaltsort: eine vermauerte Kapelle auf einem Berggipfel. Sie erzählt ihm ein Gleichnis zum Mysterium: Ein Antiquar übernahm das Geschäft von seinem Vater und fand einen Briefumschlag mit der Aufschrift „Nicht öffnen“. Er öffnete den geheimnisvollen Umschlag nicht bis ins hohe Alter. Dann hielt er die Neugier nicht aus. Er fand im Briefumschlag nur viele weitere Zettel mit der Aufschrift „Nicht öffnen“, die sein Vater wohl auf die Versandpakete geklebt hatte.
Auf einem gemeinsamen Spaziergang mit Anna wird Mayano von einem heftigen Ohrschmerz seines Knalltraumas überfallen. Anna legt ihm die Hand aufs schmerzende Ohr und küsst ihn zärtlich auf den Kopf. Im Rahmen der Ermittlung der Mitschülerinnen und Mitschüler von Anna stößt er auf die enge Freundschaft von Anna zu der Mitschülerin Mériem. Als er deren Pflege-Eltern besucht, steht dort die geschändete Marien-Ikone, die sein Freund in Syrien fotografiert hatte. Mériem ist mit ihrem Freund in einem Flüchtlingslager in Jordanien. Er nimmt die Ikone an sich.
Auch das vermeintliche Grabtuch Christi, das als Reliquie in den Großgottesdiensten gezeigt wird, soll untersucht werden. Anna bittet Mayano auf Knien, das zu verhindern. Aber das kann er nicht. Daraufhin geht Anna ins Martyrium. Sie verweigert jede Nahrungsaufnahme. Gezeichnet durch den Hunger erinnern ihre dunkel unterlaufenen Augen an die der geschändeten Marien-Ikone aus Syrien. Sie bricht am Ort der Marienerscheinung zusammen und stirbt.
Mayano bekommt Zugang zu den Briefen, die Mériem Anna geschrieben hatte. Im Abschlussbericht an den Vatikan, wo die von ihm übermittelten Unterlagen ins Archiv zu den anderen Marienerscheinungsfällen gebracht werden, schreibt er, dass er durch diese Untersuchung einer anderen Art von Leben und Glauben begegnet ist, neuen Fragen, die er nicht kannte. Er dankt für den Auftrag. Er kann nun wieder zurück zur Familie und seine Arbeit aufnehmen, das Leiden der Welt zu dokumentieren.
Mayano fährt in das jordanische Flüchtlingslager, wo Mériem und ihr Freund arbeiten. Mériem hat ein Kind. Sie bestätigt Mayanos Vermutung, dass sie es war, die diese Marienerscheinung hatte. Sie wollte aber nicht den Weg der Kirche gehen. Anna habe das getan und so sich für sie geopfert. Sie wollte Mutter werden und folgte durch ihr Engagement der Marienbotschaft. Zuletzt fährt Mayano über die Grenze nach Syrien und legt dort die geschändete Marien-Ikone vor das zerstörte Kloster, aus der sie stammte.

## Hintergrund
Der Film kommentiert Marienerscheinungen im Rahmen der römisch-katholischen Kirche (beispielsweise in Lourdes, Fatima, Međugorje) und die damit verbundenen offenen Fragen nach Realität und Wahrheitsgehalt religiöser Visionen.

## Kritiken
Manfred Riepe schreibt: „Das vermeintliche Wunder soll sich in den Netzen rationaler Investigation verfangen. Diese Konstellation erinnert an den Mystery-Thriller ... Er (der Journalist Mayano) klärt zwar den weltlichen Aspekt des Falles, macht dabei aber eine spirituelle Erfahrung, die diese bildgewaltige »Erscheinung« anmutig vermittelt. 137 Minuten dauert Xavier Giannolis Film. Keine davon möchte man missen.“
„In Ansätzen weckt ‚Die Erscheinung‘ durchaus Assoziationen zu den Dan-Brown-Thrillern ‚Sakrileg‘ und ‚Illuminati‘. Doch ganz so einfach lässt sich der Film nicht unter Genre-Kategorien subsumieren. Denn die Inszenierung lotet nicht nur die persönliche Befindlichkeit des Protagonisten aus und begleitet dessen Genesung und berufliche Wiedereingliederung, sondern ändert wiederholt Setting und Tonfall.... Noch ein letztes Mal nimmt ‚Die Erscheinung‘, der streckenweise spannend wie ein Krimi ist, zwischendurch aber auch in eine gewisse Bedächtigkeit trudelt, eine unverhoffte Wende, wenn sich der Schauplatz in die Nähe des Ortes verlagert, von dem aus der Film seinen Anfang nahm: In ein Flüchtlingslager an der Grenze von Syrien, wo sich Mayano – nun ohne Auftrag des Vatikans – mit der Frage konfrontiert sieht, ob einer Erzählung über eine Begegnung mit der Muttergottes Glaube zu schenken ist oder nicht.“